# 델레비오 전투
델레비오 전투(Battaglia di Delebio)는 롬바르디아 전쟁 중에 일어난 전투이다. 1432년 11월 18-19일 발텔리나의 델레비오 인근 지역에서 발생했다. 카르마뇰라 백작 프란체스코 부소네가 이끄는 베네치아군이 브레시아와 카모니카 계곡을 점령한 여파였다.

## 서막
조르조 코르네르가 이끄는 베네치아군이 공화국의 북쪽 국경과 독일로 향하는 그들의 무역로를 사수하기 위해 1431년 발텔리나를 침공했다. 1432년 11월 18일 밀라노 공작 필리포 마리아 비스콘티가 이끄는 400명의 기사와 콘도티에로 니콜로 피치니노가 이끄는 정확하지 않은 수의 보병들이 베네치아군에 맞서 코모호를 따라 진군하였다. 베네치아군 지휘관 중에는 시간이 흘러 가장 유명한 콘도티에로 중 한 명이 되는 바르톨로메오 콜레오니도 있었다.

## 전투
첫 충돌은 같은 날에 있어났는데, 기습당한 베네치아군은 300명의 보병을 잃고 그들의 야영지로 밀려나갔다. 다음 날 아침에 베네치아의 야영지는 서쪽에서는 피치니노가, 동쪽에서는 스테파노 콰드리오가 이끄는 발텔리나의 기사들의 공격을 받았다. 베네치아군은 대패하였고, 그들의 지휘관 대부분이 포로로 잡혔다. 베네치아군은 기병 1,800명과 보병 3,500명이 전사했고, 2,700명 가량이 포로로 잡혔다. (다른 자료에서는 5,000 여명이 전사하고 7,000명이 포로로 잡혔다고 한다.)

## 같이 보기
- 롬바르디아 전쟁